# Старший майор міліції
Старший майор міліції - спеціальне звання вищого начальницького складу міліції (ГУРСМ) НКВС в 1936 - 1943 роках. 
Дорівнювало старшому майору державної безпеки в ГУДБ НКВС СРСР, комдиву в РСЧА і флагманові 2-го рангу в РСЧФ. Це спеціальне звання за рангом знаходилося нижче від  інспектора міліції і вище від майора міліції.

## Історія звання
Звання було введено Постановою ЦВК СРСР і РНК СРСР від 26 квітня 1936 року наказом НКВС № 157 від 5 травня 1936 року для начальницького складу органів робітничо-селянської міліції НКВС СРСР.
9 лютого 1943 року, коли Указом Президії Верховної Ради СРСР «Про звання начальницького складу органів НКВС і міліції» замість спеціальних звань в РСМ були введені нові. Для вищого начальницького складу були введені звання комісару 1, 2 та 3 рангів.

## Знаки розрізнення
У 1931 році в міліції для позначення посадових розрядів вводиться система знаків розрізнення посадових рангів подібна до армійської, замість попередньої своєрідної системи побудованої на використанні на петлицях певної кількості «геральдичних щитів». В новій системі молодший командний склад позначався певною кількістю трикутників на петлицях, середній командний та начальницький склад — квадратів («кубарів»), старший командний та начальницький склад — прямокутників («шпал»), вищий командний та начальницький склад — ромбів. В 1936 році в РСМ НКВС вводяться персональні спеціальні звання, а також повністю змінюються знаки розрізнення. На петлицях  начальницького складу з’являються просвіти, кількістю відповідною до складу носія. Середній начальницький склад мав по одному просвіту, старший – два, вищий – три просвіта. Також на петлицях, в залежності від звання розташовувалися сріблясті п’ятипроменеві зірочки. Старший майор міліції мав на петлицях з трьома просвітами по одній зірочці. 
З 1939 року, коли в міліції були введені знаки розрізнення армійського зразка, інспектор міліції отримує на бірюзові петлиці з червоними кантами по два сині ромби. Ці знаки розрізнення (за виключенням службових кольорів) співпадали зі знаками розрізнення армійського комдиву. Слід зауважити, що в 1931-1936 роках, відповідні знаки розрізнення були у 11-го (третього за старшістю) рангу працівників міліції.

## Носії
- 11.07.1936 - Бокша Володимир Вікентійович
- 11.07.1936 - Дьяков, Тарічан Михайлович
- 11.07.1936 - Клочков Андрій Ілліч
- 11.07.1936 - Коритов Віктор Олександрович
- 11.07.1936 - Купчик Ісаак Юлійович
- 11.07.1936 - Міхельсон Артур Іванович
- 11.07.1936 - Москов Володимир Семенович [1]
- 11.07.1936 - Новак Юлій Анатолійович
- 11.07.1936 - Панов Олексій Петрович
- 11.07.1936 - Ряботенко Олександр Іванович
- 11.07.1936 - Селіванов Петро Максимович
- 11.07.1936 - Сивко Іван Георгійович
- 08.02.1937 - Овчинников Віктор Петрович
- 25.07.1937 – Кіракозов Григорій Амбарцумовіч
- 21.04.1939 - Нагорний Михайло Ілліч
- 13.03.1940 - Антонов Петро Іванович [2]
- 13.03.1940 - Горюнов Сергій Іванович
- 13.03.1940 – Коваленко Григорій Максимович
- 13.03.1940 - Павлов Михайло Федорович [3]
- 13.03.1940 - Фомушкін Федір Семенович
- 13.03.1940 - Щербаков Олександр Іванович
- 02.04.1940 - Горбенко Іван Іванович [3]
- 02.04.1940 - Гордєєв Яків Федорович [2]
- 02.04.1940 - Грушко Євген Семенович [4]
- 19.06.1940 - Запевалін Михайло Олександрович
- 07.08.1940 – Амелін Микола Михайлович
- 05.11.1940 - Саітбаев Рахман Алі
- 07.06.1941 - Дроздов Віктор Олександрович
- 07.06.1941 - Полукаров Олександр Микитович [2]
- 14.02.1942 - Бунін Петро Сергійович [2]
- 16.05.1942 - Рудін Касріель Менделевич [2]

| Молодше звання Майор міліції | ГУРСМ НКВС 1936-1943 Старший майор міліції | Старше звання Інспектор міліції |